# Eparchia aktobska
Eparchia aktobska (ros. Актюбинская епархия) – jedna z eparchii Rosyjskiego Kościoła Prawosławnego, z siedzibą w Aktobe. Wchodzi w skład Metropolitalnego Okręgu w Republice Kazachstanu.
Utworzona postanowieniem Świętego Synodu 24 marca 2022, poprzez wydzielenie z terytoriów dwóch eparchii – szymkenckiej i uralskiej. Obejmuje obwody: aktobski i kyzyłordyński oraz miasto Bajkonur, znajdujące się na terenie Kazachstanu.
Ordynariuszowi administratury przysługuje tytuł biskupa aktobskiego i kyzyłordyńskiego. Pierwszym zwierzchnikiem eparchii został wybrany ihumen Ignacy (Sidorenko).